# Fantasista (広島ホームテレビ)
『Fantasista SANFRECCE SUPPORT PROGRAM』（ファンタジスタ）は、2003年3月31日から2007年3月12日まで広島ホームテレビで放送されたスポーツ情報番組（Jリーグ・サンフレッチェ広島応援ミニ番組）である。総放送回数は171回（4年）に及んだ。
2007年5月からは『北斗晶の鬼嫁運動記者倶楽部』（土曜日 9:30 - 9:55）内で放送の1コーナーになり、タイトルも「ファンタジスタ。」（ファンタジスタ マル）に変更された。

## 放送時間
- 月曜日 23:10 - 23:15 （JST、実際の放送時間は23:11 - 23:13） - 休止時には代わりに『世界の車窓から』が放送されることがあった。

## エピソード
- 2007年2月19日放送分では、フロントが当時宮崎県知事だった東国原英夫の下を訪問し、"HIGASHIKOKUBARU" の名前入りのユニフォームを贈呈。そして、最後に東国原に「Fantasista」と番組タイトルをコールさせた。
- 放送された内容は番組公式サイト上でも視聴できたが、本放送で流れたBGM（Dragon Ash「FANTASISTA」）は著作権の関係からかカットされていた。